# Chrysogaster laevigata
Chrysogaster laevigata är en tvåvingeart som beskrevs av Mario Bezzi 1915. Chrysogaster laevigata ingår i släktet ängsblomflugor, och familjen blomflugor.
Artens utbredningsområde är Ghana. Inga underarter finns listade i Catalogue of Life.